# Heckler & Koch P30
Heckler & Koch P30 er en halvautomatisk pistol. P30 er en videreudvikling af teknologien fra de halvautomatiske pistoler Heckler & Koch P2000 og Heckler & Koch USP fra den tyske producent Heckler & Koch (H & K). Tidlige prototyper af P30 blev omtalt som P3000.

## Brugere
- Det tyske Toldvæsenet[1]
- Bundespolizei og Statspolitiet i Hessen[2]
- Politiet i Norge[2]
- Sikkerhedspolitiet og Nationalgarden[2]
- Politiet i Zürich[2]